# Episodi di Heartland (nona stagione)
La nona stagione di Heartland è andata in onda sul canale canadese CBC dal 4 ottobre 2015 al 20 marzo 2016. 
In Italia la stagione è stata trasmessa in prima visione assoluta su Rai 2 dal 4 febbraio al 17 giugno 2018.
| nº | Titolo originale     | Titolo italiano         | Prima TV Canada  | Prima TV Italia  |
| -- | -------------------- | ----------------------- | ---------------- | ---------------- |
| 1  | Brave New World      | Costruire una casa      | 4 ottobre 2015   | 4 febbraio 2018  |
| 2  | Begin Again          | Un nuovo inizio         | 11 ottobre 2015  | 25 febbraio 2018 |
| 3  | Riding For a Fall    | Un difficile rodeo      | 18 ottobre 2015  | 4 marzo 2018     |
| 4  | Ties of the Earth    | Un triste addio         | 25 ottobre 2015  | 11 marzo 2018    |
| 5  | Back in the Saddle   | Ritorno in sella        | 1º novembre 2015 | 18 marzo 2018    |
| 6  | Over and Out         | Passo e chiudo          | 8 novembre 2015  | 25 marzo 2018    |
| 7  | Fearless             | Senza paura             | 15 novembre 2015 | 1º aprile 2018   |
| 8  | Reckless Abandon     | Sentirsi soli           | 22 novembre 2015 | 8 aprile 2018    |
| 9  | A Matter of Trust    | Questione di fiducia    | 6 dicembre 2015  | 15 aprile 2018   |
| 10 | Darkness Before Dawn | Buio prima dell'alba    | 10 gennaio 2016  | 22 aprile 2018   |
| 11 | Making the Grade     | Guadagnarsi i gradi     | 17 gennaio 2016  | 29 aprile 2018   |
| 12 | The Real Deal        | Un vero affare          | 24 gennaio 2016  | 6 maggio 2018    |
| 13 | Risky Business       | Business rischioso      | 7 febbraio 2016  | 13 maggio 2018   |
| 14 | No Regrets           | Nessun rimpianto        | 14 febbraio 2016 | 20 maggio 2018   |
| 15 | Making A Move        | Il momento di devidere  | 21 febbraio 2016 | 27 maggio 2018   |
| 16 | Pandora's Box        | Il vaso di Pandora      | 6 marzo 2016     | 3 giugno 2018    |
| 17 | Love is Just a Word  | Amorr è solo una parola | 13 marzo 2016    | 10 giugno 2018   |
| 18 | Resolutions          | Guardsre avanti         | 20 marzo 2016    | 17 giugno 2018   |